# Suite en miniature
La Suite en miniature, op. 1, est l'orchestration de certaines de ses Cinq compositions pour piano par la compositrice Vítězslava Kaprálová en 1935.

## Contexte et création
Vítězslava Kaprálová commence à orchestrer quatre des Cinq compositions pour piano pendant les vacances d'été 1935. Elle renomme les mouvements et les arrange pour ensemble à géométrie variable. L'œuvre est créée le 7 février 1936 à Brno par Theodor Schaefer. La suite orchestrale a été créée lors d'une émission radiophonique par l'Ensemble du Radiojournal de Brno. Otakar Šourek, l'un des plus importants musicologues tchèques du XXe siècle, a commenté l'émission en écrivant « Vítězslava Kaprálová était représentée au programme par sa Suite en miniature pour orchestre de chambre — une œuvre dont la grâce inventive et la légèreté respirent une véritable jeunesse et confirment une fois de plus le talent remarquable de la jeune compositrice ».

## Structure
L'œuvre comprend quatre mouvements :
1. Praeludium
2. Pastorale
3. Berceuse
4. Menuetto

## Analyse

### Praeludium
Le Praeludium est arrangé pour les cordes.

### Pastorale
La Pastorale est arrangée pour flûte, hautbois, cor anglais, deux clarinettes, deux bassons et deux cors.

### Berceuse
La Berceuse est arrangée pour flûte, clarinette en si bémol, basson, cor et cordes.

### Menuetto
Le Menuetto est arrangé pour flûte, hautbois, clarinette en si bémol, basson, cor, trompette, timbales, triangle, harpe et cordes.

### Livres
- Nicolas Derny, Vitĕzslava Kaprálová: portrait musical et amoureux, le Jardin d'essai, 2015 (ISBN 978-2-911822-85-8).